# Будзиновський Альфред Титович

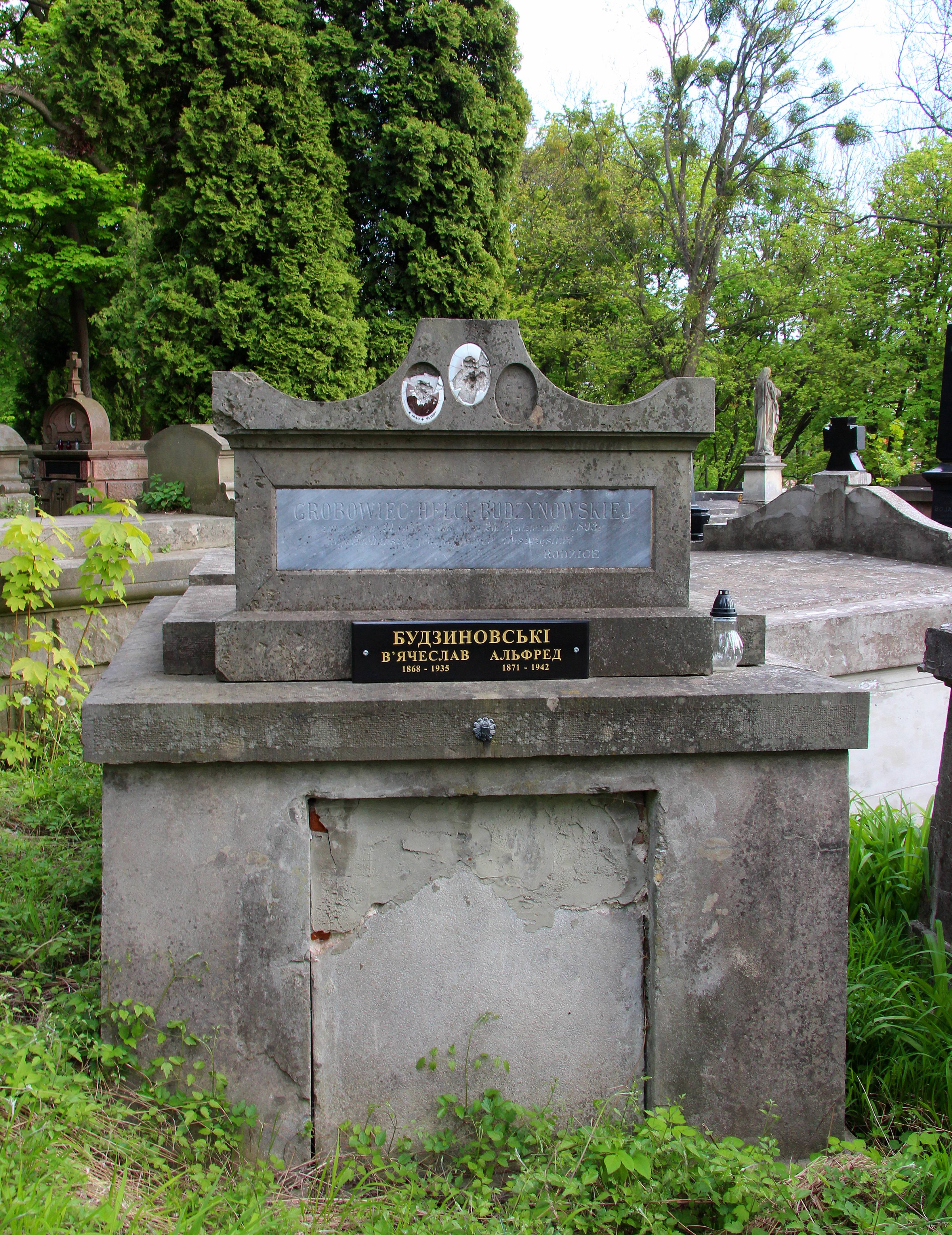
Гробівець родини Будзиновських на 72 полі Личаківського цвинтаря у Львові

Альфре́д Ти́тович Будзино́вський (* 5 січня 1871, Баворів — сучасний Тернопільський район — † 7 січня 1942, Львів) — український галицький громадський діяч та краєзнавець, один з організаторів січового та туристичного руху та начальник польової жандармерії ЗУНР. Брат В'ячеслава Будзиновського.
Працював інструктором добровільної пожежної команди Галичини. Перше спортивно-пожежне товариство «Сокіл» виникло у Львові 1889 року, скоро рух поширився по всій Галичині,а його очолював Будзиновський.

## Сокільський час
11 лютого 1894 року у залі «Української Бесіди» (Львів, вулиця Вірменська, Володимир Лаврівський, Василь Нагірний, Іван Белей, доктори Микола Шухевич, Альфред Будзиновський та інші діячі офіційно проголосили про народження сокільської організації.
Головував в товаристві «Сокіл» протягом 1901—1908 років — після Василя Нагірного, 1901-го організовує учительський гурток, котрим у вересні того ж року заопікувався Іван Боберський.
Однією з перших ініціатив його стало впровадження вправ, пов'язаних з протипожежним навчанням та створення пожежно-руханкових відгалужень, утворюється перша пожежна філія «Сокола» — на Скнилові.
За його головування в товаристві було засновано Вищий музичний інститут у Львові, перші українські «Галантерейно-паперові базари» — Львів, Станіславів, Стрий, «Українська накладня нот» й львівський «Сокільський театр».
Організовував руханії та протипожежні курси у Львові та повітах, скеровував інструкторів наставників по всій Галичині. 1907 року проведено «Сокільський здвиг» в Стрию.
На початку 20 сторіччя — рахунковий радник Намісництва в Краківському інспектораті окружної сільськогосподарської допомоги.
1913 року був у складі комісії, котра опікувалася щодо заборони львівською комісією заснування у Львові Українського Стрілецького Союзу.

## У часі ЗУНР
У часі Листопадового чину був начальником української польової жандармерії, за це ув'язнений в Домб'є,а випущений на волю літом-восени 1919 року.

## За Польщі
Один із засновників театру ім. М. Старицького у Стрию та голова Львівського товариства «Сокіл». У часи першої світової війни організував театральну трупу та їздив з виступами по Галичині. Театр залишався до кінця життя його духовним дітищем. Для якого він не жалів ні сил, ні грошей: коли каса мандрівного театру була порожня, то він утримував акторів зі своєї платні колишнього радника австрійського уряду.
1922 року відновлюються курси з навчання керівників добровільних пожежних команд котрі входили до складу сільських осідків «Сокола-Батька». Програму курсів укладає Степан Гайдучок з А. Будзиновським, у тому часі працює фахівцем-референтом в роботі на теренах.
1928 року засновується «Просвітянський театр», керівництво — відповідальний директор Альфред Будзиновський, мистецький керівник і режисер Петро Сорока, представник «Союзу артистів» Андрій Шеремета, представник трупи — колишній вояк армії УНР Лаврентій Кемпе, адміністратор — артист Петро Гладкий, диригував Богдан Сарамаґа.
1932 року за вказівками польської влади діяльність «Сокола-Батька» в царині протипожежної справи була припинена взагалі.
Заснував першу туристичну організацію у Стрию.
Написав книгу-порадник «Туристика» — видана 1909 року, статті на туристичні теми, підручник «Пожежник» — перевиданий накладом Старшини «Сокола-Батька» в 1922 році (перший раз виданий 1901 року, був єдиним україномовним у цій царині, по тому перекладений на польську мову — дослідниця Оксана Вацеба) — 3000 примірників. Також «Гігієна в рухівні» — «Сокільські вісти», Львів, 1928.
Похований на 72 полі Личаківського цвинтаря в родинній гробниці.